# NAF Neunkirchener Achsenfabrik AG
NAF Neunkirchener Achsenfabrik AG — семейное предприятие среднего размера, расположенное в г. Нойнкирхен-ам-Бранде, Баварии, Германии. Компания NAF производит мосты и коробки передач для самоходных рабочих машин для строительной, лесозаготовительной и сельскохозяйственной отраслей. Компания NAF является мировым лидером в производстве приводных тандемных мостов ((для лесозаготовительной техники).

## История
Компания NAF была основана 24 марта 1960 мэром города Нойнкирхен, депутатом Лантага Георгом Хеммерляйном и  бизнесменом Каспаром Лохнером из Мюнхена, Бавария. В 1968 было начато производство планетарных мостов. В 1970 году Эрнст Ауэр открыл бюро исследований и разработок в Мюнхене. В 1974 компанию возглавил Хельмут Вэйхаузен. С 1976 года компания производит тандемные мосты. 
В 2017/2018 годах к существующему заводу были пристроены новый покрасочный цех и пятиэтажное офисное здание. Недавно построенный покрасочный цех полностью автоматизирован, оснащен роботами-малярами последнего поколения и позволяет производить покраску мостов весом до 6 тонн. 
В 2021 году состоялась церемония закладки фундамента нового испытательного центра, строительство которого было завершено в 2023 году.
В 2024 году началось строительство нового комплекса зданий (“NAF Forum”). В комплексе разместятся новая столовая, а также офисы. Завершение строительных работ запланировано на декабрь 2025 года.

## Награды
- 1995 Первичная сертификация по стандарту ISO 9001
- 2007 Ассоциация страхования ответственности работодателя присвоила знак качества „Sicher mit System“ ("Безопасность системы") за эффективное соблюдение требований охраны труда
- 2009 Награждение 130-й звездой за работу в региона Нюрнберг
- 2016 Первичная сертификация  стандарту ISO 50001
- 2019 Первичная сертификация по стандарту ISO 45001

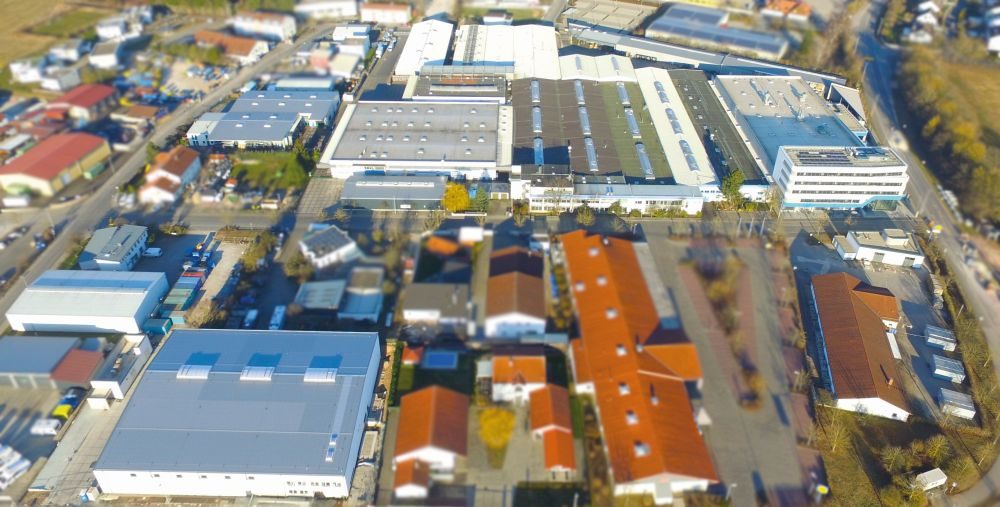
Вид с высоты птичьего полета на головной офис и производственные помещения компании NAF Neunkirchener Achsenfabrik AG 2022

- 2022 50 ЛУЧШИХ В БАВАРИИ

## Филиалы
- 2007 ООО НАФ Россия, Екатеринбург, Россия
- 2015 NAF Axles North America Inc., Моррис, Иллинойс, США

## Продукция
Компания NAF производит мощные приводы для машин, работающих в условиях бездорожья по всему миру, таких как:
- строительная техника (колесные погрузчики, колесные экскаваторы, сочлененные самосвалы, автогрейдеры, уплотнители, катки)
- лесозаготовительная техника (форвардеры, харвестеры, трелевочные тракторы, валочно-пакетировочные машины)
- сельскохозяйственная техника (кормоуборочные комбайны, самоходные жатки, зерноуборочные комбайны, самоходные опрыскиватели, свеклоуборочные комбайны, ананасоуборочные комбайны, горохоуборочные комбайны)
- другое применение (оборудование для аэропортов, портовые краны, погрузчики для складов металлолома и вторичной переработки, горнодобывающее оборудование, тягачи)

Продукция:
- Мосты
  - Планетарные тандемные мосты
  - Портальные тандемные мосты
  - Планетарные портальные тандемные мосты
  - Планетарные управляемые мосты
  - Планетарные жесткие мосты
- Коробки передач
  - Распределительные коробки передач
  - Распределительные коробкипередач от двух двигателей (DualSync®)
- Компоненты
  - Дифференциальные передачи
  - Планетарные передачи